# Синдром Аперта
Синдро́м А́перта, або Акроцефалосиндактилія I типу (англ. Apert Syndrom) — це один з типів акроцефалосиндактилії, що проявляється вадами розвитку обличчя, кісток черепу, пальців рук та ніг. Частіше зустрічається у нащадків літніх людей.

## Історичні відомості
Перші згадки про цю хворобу відносяться до 1894 року.
У 1906 році французький педіатр Євген Аперт систематизував спостереження цієї аномалії, та описав прояви хвороби.
До 1960 року було 150 зафіксованих документально випадків цього синдрому.

## Етіологія
Синдром Аперта — це автосомно-домінантна патологія. Приблизно дві третини випадків захворювання пов'язані з мутацією, що змінює цитозин (Ц) на гуанін (Г) у 755-ій позиції мРНК гену FGFR2 і призводить до заміни амінокислотного залишку серину на триптофан у білку. Білок FGFR2 є мембранним рецептором до фактору росту фібробластів і бере участь у формуванні кісток та загоєнні ран.